# Have you seen your mother, baby, standing in the shadow?
Have you seen your mother, baby, standing in the shadow? (vaak ingekort tot Have you seen your mother, baby?) is een nummer van de Britse popgroep The Rolling Stones. Het is geschreven door Mick Jagger en Keith Richards, allebei lid van de groep, en in de maanden augustus en september 1966 door The Rolling Stones opgenomen, voor een deel in de studio van RCA in Hollywood en voor een ander deel in de IBC Studios aan Portland Place in Londen. Op de opname speelt een blazerssectie mee, afkomstig uit het orkest van Mike Leander.
De single met het nummer kwam uit op 23 september 1966 in zowel het Verenigd Koninkrijk als de Verenigde Staten.

## Het nummer
Het nummer heeft een tamelijk duistere tekst en een voor een nummer van The Stones overdadige bezetting. Richie Unterberger karakteriseerde het als een Wall of Noise. Over de tekst merkte hij op: ‘It was the sort of song that invited far-fetched interpretations (...)’ (‘Het was het soort lied dat uitnodigde tot vergezochte interpretaties (...)’).
Op de hoes van de Amerikaanse versie staat een foto van de groep, weerspiegeld in een bol; op de achterkant staat een foto van de groep in dameskleding.
Het nummer staat niet op een studioalbum van de groep, wel op een aantal verzamelalbums:
- Big hits (High tide and green grass) (alleen de Britse versie)
- Flowers
- Through the past, darkly (Big hits Vol. 2) (alleen de Amerikaanse versie)
- More hot rocks (Big hits & fazed cookies)
- Rolled gold: The very best of The Rolling Stones
- Stones story
- Singles collection: The London years
- Forty licks
- Singles 1965-1967
- Rolled gold+: The very best of The Rolling Stones
- Grrr!

Een live-uitvoering staat op het album Got live if you want it! uit 1966 en op de bonus-dvd bij Singles 1968–1971.

## Bezetting
De bezetting was vermoedelijk:
- Mick Jagger, zang
- Keith Richards, gitaar
- Brian Jones, gitaar
- Bill Wyman, basgitaar
- Charlie Watts, drums
- Jack Nitzsche en misschien Keith Richards, piano
- Jack Nitzsche, tamboerijn
- blazers van het Mike Leander Orchestra

## Hitnoteringen
De plaat haalde de vijfde plaats in de Britse UK Singles Chart en de negende in de Amerikaanse Billboard Hot 100.
In de hitparade van de New Musical Express kwam de plaat ook tot de vijfde plaats.
In Nederland haalde de plaat de derde plaats in de Nederlandse Top 40 en de tweede plaats in de Parool Top 20.
In de buurlanden waren de resultaten:
- Ultratop 50 (Vlaanderen): 17
- Ultratop 50 (Wallonië): 10
- Musikmarkt Top 100 ( Bondsrepubliek Duitsland): 9

### Nederlandse Top 40
| Hitnotering: 15-10-1966 t/m 24-12-1966 | Hitnotering: 15-10-1966 t/m 24-12-1966 | Hitnotering: 15-10-1966 t/m 24-12-1966 | Hitnotering: 15-10-1966 t/m 24-12-1966 | Hitnotering: 15-10-1966 t/m 24-12-1966 | Hitnotering: 15-10-1966 t/m 24-12-1966 | Hitnotering: 15-10-1966 t/m 24-12-1966 | Hitnotering: 15-10-1966 t/m 24-12-1966 | Hitnotering: 15-10-1966 t/m 24-12-1966 | Hitnotering: 15-10-1966 t/m 24-12-1966 | Hitnotering: 15-10-1966 t/m 24-12-1966 | Hitnotering: 15-10-1966 t/m 24-12-1966 | Hitnotering: 15-10-1966 t/m 24-12-1966 |
| Week:                                  | 1                                      | 2                                      | 3                                      | 4                                      | 5                                      | 6                                      | 7                                      | 8                                      | 9                                      | 10                                     | 11                                     |                                        |
| -------------------------------------- | -------------------------------------- | -------------------------------------- | -------------------------------------- | -------------------------------------- | -------------------------------------- | -------------------------------------- | -------------------------------------- | -------------------------------------- | -------------------------------------- | -------------------------------------- | -------------------------------------- | -------------------------------------- |
| Positie:                               | 8                                      | 3                                      | 3                                      | 3                                      | 5                                      | 8                                      | 11                                     | 16                                     | 22                                     | 32                                     | 39                                     | uit                                    |

### Parool Top 20
| Hitnotering: 8-10-1966 t/m 17-12-1966 | Hitnotering: 8-10-1966 t/m 17-12-1966 | Hitnotering: 8-10-1966 t/m 17-12-1966 | Hitnotering: 8-10-1966 t/m 17-12-1966 | Hitnotering: 8-10-1966 t/m 17-12-1966 | Hitnotering: 8-10-1966 t/m 17-12-1966 | Hitnotering: 8-10-1966 t/m 17-12-1966 | Hitnotering: 8-10-1966 t/m 17-12-1966 | Hitnotering: 8-10-1966 t/m 17-12-1966 | Hitnotering: 8-10-1966 t/m 17-12-1966 | Hitnotering: 8-10-1966 t/m 17-12-1966 | Hitnotering: 8-10-1966 t/m 17-12-1966 | Hitnotering: 8-10-1966 t/m 17-12-1966 |
| Week:                                 | 1                                     | 2                                     | 3                                     | 4                                     | 5                                     | 6                                     | 7                                     | 8                                     | 9                                     | 10                                    | 11                                    |                                       |
| ------------------------------------- | ------------------------------------- | ------------------------------------- | ------------------------------------- | ------------------------------------- | ------------------------------------- | ------------------------------------- | ------------------------------------- | ------------------------------------- | ------------------------------------- | ------------------------------------- | ------------------------------------- | ------------------------------------- |
| Positie:                              | 17                                    | 7                                     | 5                                     | 3                                     | 2                                     | 3                                     | 4                                     | 7                                     | 9                                     | 17                                    | 20                                    | uit                                   |

## Covers
Het orkest van Mike Batt speelde het nummer op het album Portrait of The Rolling Stones van 1971.
Jay Ferguson zette een medley van  Have you seen your mother, baby, standing in the shadow? en Let's spend the night together op zijn album Real life ain't this way uit 1979.